# Sgt. Pepper's Lonely Hearts Club Band (píseň)
„Sgt. Pepper's Lonely Hearts Club Band“ je píseň, jejímž autorem je partnerská dvojice Lennon/McCartney. Poprvé byla nahrána v roce 1967 a vydána byla tentýž rok na stejnojmenném albu Beatles. Píseň se na albu vyskytuje dvakrát - jako úvodní skladba, která přechází do „With A Little Help From My Friends“, a jako předposlední skladba s názvem „Sgt. Pepper's Lonely Hearts Club Band (Reprise)“, kdy přechází do písně „A Day In The Life“.

## Nástroje
Paul McCartney: zpěv, baskytara, elektrická kytara
John Lennon: doprovodný zpěv
George Harrison: doprovodný zpěv, elektrická kytara
Ringo Starr: bicí